# Mike Stern
Mike Stern (Boston, 10 de janeiro de 1953) é um guitarrista de jazz norte-americano.
Mike trabalhou com Stan Getz, Joe Henderson, Jaco Pastorius, Jim Hall, Pat Martino, Tom Harrell, Arturo Sandoval, Tiger Okoshi, Michael Brecker, Bob Berg, David Sanborn, Blood Sweat and Tears, Steps Ahead e a Brecker Brothers Band.

## Discografia
- Neesh (1983)
- Upside Downside (1986)
- Time in Place (1988)
- Jigsaw (1989)
- Odds or Evens (1991)
- Standards and Other Songs (1993)
- Is What It Is (1994)
- Between the Lines (1996)
- Give and Take (1997)
- Play (1999)
- Voices (2001)
- These Times (2004)
- Who Let the Cats Out? (2006)
- Big Neighborhood (2009)
- All Over The Place (2012)
- Eclectic (com Eric Johnson) (2014)

## Web Links
- Mike Stern's main website
- Mike Sternat MySpace
- 2006 Mike Stern interview on Modern Guitars magazine